# 六辻町
六辻町（むつじまち）は、埼玉県北足立郡に存在した町。
太平洋戦争中の1942年（昭和17年）4月1日に浦和市に編入合併され、消滅。

## 地理
- 埼玉県中央（北足立）地域の南部にあり、北側の浦和市と南側の蕨町（現：蕨市）に挟まれていた。
- 町の中央部を南北に旧中山道、新国道（現在の国道17号）が貫いており、役場は旧中山道沿いにあった。
- 2005年（平成17年現在）におけるさいたま市辻、白幡、根岸、別所、文蔵、沼影（以上旧大字名）、神明（大字根岸字神明丸が由来）、南浦和4丁目（文蔵であった地区のうち京浜東北線以東の地区）が、ほぼ旧町域にあたる。
- 上記の範囲の2006年1月1日現在の人口は、74,216人である（「埼玉県町（丁）字別人口調査」による）。

## 歴史
- 1889年（明治22年）4月1日 - 町村制施行に平行して辻、白幡、根岸、別所、文蔵、沼影の六村が合併し、六辻村が成立。村名は六箇村が合わさったことによる「六」に、旧村で最大であった「辻」を併せたことによる。
- 1934年（昭和9年）2月11日 - 浦和町が市制施行、浦和市となる。この頃より同市と六辻村の合併交渉が始まる[2]。
- 1938年（昭和13年）7月1日 - 六辻村は浦和市と合併することなく単独で町制施行、六辻町となる。
- 1942年（昭和17年）4月1日 - 浦和市に編入合併され、町が消滅。以後「六辻地区」と称される。戦局の悪化に伴う経済統制上の事情が合併の機運を一挙に高めたとされる。
- 2001年（平成13年）5月1日 - 浦和市と与野市・大宮市との合併によるさいたま市の成立により、旧六辻町域もさいたま市となる。
- 2003年（平成15年）4月1日 - さいたま市の政令指定都市移行に伴う区制の施行により、旧六辻町域の殆どが南区に編入される。一方神明の北側約3分の2の地域は、自治会の境界や住民の希望を反映した事前の微調整に伴い、浦和区に属することとなった。